# Panolcus filirostris
Panolcus filirostris — вид жуків-довгоносиків з підродини Cryptorhynchinae. Описаний у 2024 році.

## Поширення
Вид поширений у Французькій Гвіані та Суринамі. Дорослих особин збирали в плодах Duguetia surinamensis.

## Опис
Довжина тіла у самиць 10,8–11,0 мм, у самців 9,5–9,8 мм, у самиць ширина 5,0–5,5 мм, у самців 4,8–5,0 мм. Головка у самиці приблизно вдвічі довша за надкрила, у спокійному стані верхівка рострума сягає далеко за верхівку надкрила (майже на довжину надкрила), у самця досягає рівня заднього краю мезококсів. Передньоспинка дуже сильно трубчаста спереду у самки, менше у самця. Стегнова і гомілкова кістки пропорційно стрункіші в обох статей (хоча трохи менше у самців), передні кістки приблизно в 4 рази довші за ширину біля основи, протибії приблизно в 7-8 разів довші за максимальну ширину. Передня частина лапки 1 у самок довша за лапки 2–5, у самця коротша за лапки 2–5. Едеагус з субпаралельними бічними краями, кожен з гострим кутом (але без зубця) у місці звуження.